# Tetrafluoruro di zolfo
Il tetrafluoruro di zolfo è il composto chimico binario dello zolfo tetravalente con il fluoro, avente formula SF4. In condizioni standard è un gas incolore, tossico e corrosivo. A contatto con acqua o umidità rilascia fluoruro di idrogeno (HF), anch'esso molto pericoloso. Questo composto è un reagente utile per la sintesi di alcuni composti organici fluorurati, importanti nell'industria chimica e farmaceutica.

## Struttura della molecola SF4

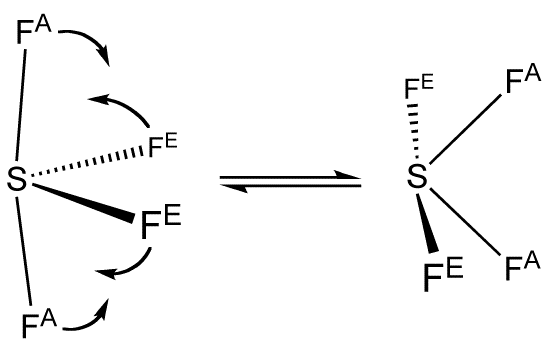
Pseudorotazione di Berry: meccanismo di scambio tra atomi equatoriali ed assiali in SF_{4}.

Nel tetrafluoruro di zolfo l'atomo di zolfo è allo stato di ossidazione +4, stato intermedio tra il +2 nel difluoruro SF2 e il +6 nell'esafluoruro SF6.
L'atomo di zolfo, che ha sei elettroni di valenza, ha qui intorno a sé 10 elettroni di valenza per cui SF4 può dirsi una molecola ipervalente. Nella molecola due di questi elettroni formano una coppia solitaria su S, mentre le altre quattro coppie sono impegnate nei legami con i fluori. La molecola è quindi del tipo AX4E e, usando i principi della teoria VSEPR, si può prevedere che la molecola sia a forma di altalena, forma derivante dalla bipiramide trigonale, con S al centro. Questa geometria molecolare è quella prevedibile anche in base all'ibridazione sp3d dell'atomo centrale di zolfo.
Nella bipiramide trigonale virtuale (o pseudo-bipiramide trigonale) le tre posizioni equatoriali sono occupate da due atomi di fluoro e la coppia solitaria di S, mentre quelle assiali ospitano gli altri due atomi di fluoro. I legami assiali ed equatoriali sono diversi per geometria e, come accade di solito, quelli assiali sono più lunghi di quelli equatoriali.
Un'indagine di diffrazione elettronica in fase gassosa ha permesso di ricavare lunghezze e angoli di legame della molecola, confermandone la geometria. In questa molecola per gli F assiali si trova S–Fax = 164,3 pm e  per quelli equatoriali S–Feq= 154,2 pm. Questo comporta che i fluori assiali siano legati più debolmente di quelli equatoriali. Per confronto, la lunghezza standard del legame S−F è un valore intermedio, riportato come 156 pm. Un'indagine precedente su SF4 basata sulla spettroscopia rotazionale nella regione delle microonde ha fornito dati ben confrontabili con quelli riportati sopra.
L'angolo Fax−S−Fax è di 176,8°, leggermente inferiore ai 180° teorici della bipiramide trigonale ideale, mentre l'angolo Feq−S−Feq è di 103,8°, alquanto inferiore ai 120° teorici. Entrambe queste deviazioni sono qualitativamente attribuite al fatto che la coppia solitaria su S occupa più spazio angolare di ogni singola coppia di legame, comprimendone gli angoli di legame.
La simmetria della molecola appartiene al gruppo puntuale C2v.
La molecola ha una certa polarità, non molto pronunciata, il suo momento di dipolare è μ = 0,632 D. Lo spettro di risonanza magnetica nucleare del fluoro-19 (19F-RMN) del tetrafluoruro di zolfo a temperatura ambiente presenta un solo segnale, indicando che le posizioni degli atomi di fluoro equatoriali e assiali si interconvertono rapidamente nella scala dei tempi della RMN stessa, con un meccanismo di pseudorotazione di Berry.

## Sintesi e reattività
Il modo più pratico per produrre tetrafluoruro di zolfo è facendo reagire dicloruro di zolfo (SCl2) e fluoruro di sodio (NaF) in un solvente polare aprotico come l'acetonitrile a 75 °C:
{\displaystyle {\ce {3SCl2 + 4NaF -> SF4 + S2Cl2 + 4NaCl}}}
La reazione è una disproporzione dello zolfo in SCl2, dove S è allo stato di ossidazione +2: in due di queste molecole S si riduce a +1 (S2Cl2) e nell'altra si ossida a (+4) (SF4).
Alternativamente, è possibile preparare il tetrafluoruro di zolfo a partire da zolfo e bromo in presenza di fluoruro di potassio .
{\displaystyle {\ce {S + 2Br2 + 4KF -> SF4 + 4KBr}}}
Il tetrafluoruro di zolfo a temperatura ambiente è stabile ed è un gas incolore, tossico e corrosivo. Diventa instabile in presenza di umidità, e reagisce istantaneamente con acqua decomponendosi:
{\displaystyle {\ce {SF4 + 2H2O -> 4HF + SO2}}}
È un agente fluorurante molto energico e selettivo. Ad esempio:
{\displaystyle {\ce {I2O5 + 5SF4 -> 2IF5 + 5OSF2}}}
{\displaystyle {\ce {4BCl3 + 3SF4 -> 4BF3 + 3SCl2 + 3Cl2}}}

## Uso di SF4nella sintesi di fluorocarburi
Il tetrafluoruro di zolfo è usato in chimica organica per convertire i gruppi C−OH e C=O in C−F e CF2. Alcuni alcoli formano direttamente il corrispondente fluorocarburo. Aldeidi e chetoni danno difluoruri geminali. La presenza di idrogeni in alfa al carbonile induce reazioni secondarie e porta a rese minori (30-40%). Il carbossile (−COOH) degli acidi carbossilici viene convertito in trifluorometile (−CF3). Ad esempio, la reazione tra acido eptanoico e SF4 a 100-130 °C forma 1,1,1-trifluoroeptano.
I prodotti secondari di queste fluorurazioni, che comprendono SF4 residuo, SOF2 e SO2, sono tossici ma si possono neutralizzare per trattamento con idrossido di potassio (KOH) acquoso.
Recentemente si sta abbandonando l'uso del tetrafluoruro di zolfo in favore del trifluoruro di dietilamminozolfo, Et2N−SF3, dove Et è l'etile, CH3CH2−. Questo reagente ha il vantaggio di essere liquido e si prepara a partire dal tetrafluoruro di zolfo:
{\displaystyle {\ce {SF4 + Me3SiNEt2 -> Et2NSF3 + Me3SiF}}}